# Bupalus immacula
Bupalus immacula är en fjärilsart som beskrevs av Dzuirz 1912. Bupalus immacula ingår i släktet Bupalus och familjen mätare. Inga underarter finns listade i Catalogue of Life.